# Елко (Невада)
Елко (англ. Elko) — місто (англ. city) в США, в окрузі Елко штату Невада. Населення — 20 564 особи (2020).

## Географія
Елко розташоване за координатами 40°50′18″ пн. ш. 115°46′4″ зх. д. / 40.83833° пн. ш. 115.76778° зх. д. (40.838350, -115.767644).  За даними Бюро перепису населення США в 2010 році місто мало площу 45,68 км², уся площа — суходіл.

### Клімат
| Клімат : Елко                         | Клімат : Елко | Клімат : Елко | Клімат : Елко | Клімат : Елко | Клімат : Елко | Клімат : Елко | Клімат : Елко | Клімат : Елко | Клімат : Елко | Клімат : Елко | Клімат : Елко | Клімат : Елко | Клімат : Елко |
| Показник                              | Січ.          | Лют.          | Бер.          | Квіт.         | Трав.         | Черв.         | Лип.          | Серп.         | Вер.          | Жовт.         | Лист.         | Груд.         | Рік           |
| Абсолютний максимум, °C               | 18,3          | 21,1          | 25,6          | 30,6          | 36,1          | 40,0          | 41,7          | 41,7          | 37,2          | 33,3          | 28,3          | 18,3          | 41,7          |
| Середній максимум, °C                 | 2,4           | 5,2           | 10,9          | 15,2          | 20,7          | 26,7          | 32,4          | 31,4          | 25,8          | 18,1          | 9,0           | 2,9           | 16,8          |
| Середній мінімум, °C                  | −10,1         | −7,6          | −3,2          | −0,6          | 3,1           | 6,9           | 10,1          | 8,8           | 3,9           | −1,8          | −6            | −9,6          | −0,5          |
| Абсолютний мінімум, °C                | −41,7         | −40,6         | −26,1         | −18,9         | −13,3         | −11,1         | −2,2          | −6,7          | −12,8         | −17,8         | −26,7         | −40,6         | −41,7         |
| Норма опадів, мм                      | 28            | 21            | 25            | 25            | 24            | 17            | 9             | 9             | 14            | 19            | 28            | 30            | 251           |
| Днів з опадами                        | 9,1           | 8,3           | 8,8           | 8,8           | 8,1           | 4,8           | 3,4           | 3,4           | 4,2           | 5,3           | 7,7           | 9,2           | 81,1          |
| Днів зі снігом                        | 7,4           | 5,7           | 4,8           | 3,3           | 0,8           | 0             | 0             | 0             | 0             | 0,7           | 4,0           | 7,2           | 33,9          |
| ------------------------------------- | ------------- | ------------- | ------------- | ------------- | ------------- | ------------- | ------------- | ------------- | ------------- | ------------- | ------------- | ------------- | ------------- |
| Джерело: NOAA (extremes 1890–present) |               |               |               |               |               |               |               |               |               |               |               |               |               |

## Демографія
Згідно з переписом 2010 року, у місті мешкало 18 297 осіб у 6743 домогосподарствах у складі 4482 родин. Густота населення становила 401 особа/км².  Було 7221 помешкання (158/км²).
Расовий склад населення:
| - 78,9 % — білих - 3,3 % — корінних американців - 1,4 % — азіатів - 1,0 % — чорних або афроамериканців - 0,1 % — вихідців з тихоокеанських островів - 11,8 % — осіб інших рас |

До двох чи більше рас належало 3,5 %. Частка іспаномовних становила 26,4 % від усіх жителів.
За віковим діапазоном населення розподілялося таким чином: 27,8 % — особи молодші 18 років, 63,9 % — особи у віці 18—64 років, 8,3 % — особи у віці 65 років та старші. Медіана віку мешканця становила 31,4 року. На 100 осіб жіночої статі у місті припадало 105,1 чоловіків;  на 100 жінок у віці від 18 років та старших — 107,7 чоловіків також старших 18 років.
Середній дохід на одне домашнє господарство  становив 87 242 долари США (медіана — 73 843), а середній дохід на одну сім'ю — 90 167 доларів (медіана — 80 087). Медіана доходів становила 64 276 доларів для чоловіків та 36 002 долари для жінок. За межею бідності перебувало 10,6 % осіб, у тому числі 13,4 % дітей у віці до 18 років та 7,4 % осіб у віці 65 років та старших.
Цивільне працевлаштоване населення становило 9746 осіб. Основні галузі зайнятості: сільське господарство, лісництво, риболовля — 29,4 %, мистецтво, розваги та відпочинок — 14,4 %, освіта, охорона здоров'я та соціальна допомога — 11,8 %.